# Касай Костянтин Іванович
Костянтин Іванович Касай (нар. 27 вересня 1979, смт Козельщина Полтавської області) — український політик. Народний депутат України 9-го скликання.

## Життєпис
Народився 27 вересня 1979 року у смт Козельщина Полтавської області.

### Освіта
Закінчив Полтавський державний технічний університет імені Юрія Кондратюка за спеціальністю «Автомобільні дороги та аеродроми».

### Професійна та бізнесова діяльність
2001–2002 — головний інженер Кременчуцького дорожньо-експлуатаційного державного підприємства.
2003–2006 — інженер І категорії Служба автомобільних доріг Полтавської області.
2006–2008 — головний інженер, начальник філії «Полтавська дорожня ремонтно-будівельна дільниця».
2008–2014 — директор приватного підприємства «Полтава Будсервіс».
2014–2019 — директор ТОВ «Полтавабудсервіс плюс».
У 2018 році, за інформацією інтернет-видання "Зміст", з посиланням на систему закупівель Prozzoro, стало відомо, що одна й та ж фірма ТОВ «Полтавабудсервіс плюс», яка належить політику Костянтину Касаю – буде виконувати за окремими шістьма угодами підготовчі роботи до поточного ремонту та сам ремонт. Зокрема компанія Косая буде робити ремонт руліжної доріжки; перону ПОКП «Аеропорт Полтава», попри заборону ділити предмет закупівлі на частини (ч. 7 ст. 2 ЗУ "Про публічні закупівлі"). Відповідні дії можуть мати ознаки порушення процедури проведення тендеру. За роботи загалом мали заплатити 4 мільйони 678 тисяч 177 гривень. 
У 2019 році Костянтин Касай продав близько 60 одиниць дорожньої та спецтехніки. Пояснював, що причина — корупція у сфері дорожніх закупівель, яка фільтрує підрядників на «своїх» і «чужих».
Є засновником громадської організації «Команда СДС моторспорт».
Заступник голови ради Асоціації «Дорожники Полтавщини».

### Політична діяльність
Член Комітету Верховної Ради України з питань прав людини, деокупації та реінтеграції тимчасово окупованих територій у Донецькій, Луганській областях та Автономної Республіки Крим, міста Севастополя, національних меншин і міжнаціональних відносин, голова підкомітету з питань тимчасово окупованих територій України.
У липні 2019 року обраний народним депутатом по 149-му мажоритарному округу (Карлівський, Кобеляцький, Козельщинський, Машівський, Новосанжарський, Чутівський райони) від партії «Слуга народу» з результатом 36,48 %. На час виборів: директор ТОВ «Полтавабудсервіс плюс», безпартійний.
22 липня 2025 року проголосував за проєкт закону 12414, що обмежує Національне антикорупційне бюро України та Спеціалізовану антикорупційну прокуратуру. Закон викликав хвилю антикорупційних протестів.

## Сім'я
Одружений. Виховує чотирьох дітей.